# Tibberton (Gloucestershire)
Tibberton é uma paróquia e aldeia de Forest of Dean, no condado de Gloucestershire, na Inglaterra. De acordo com o Censo de 2011, tinha 565 habitantes. Tem uma área de 5,67 km².